# Llanstephan Castle
Die RMS Llanstephan Castle war ein 1914 in Dienst gestellter Passagierdampfer, der von der britischen Reederei Union-Castle Line im Passagier- und Postverkehr zwischen Großbritannien und Südafrika eingesetzt wurde. Sie überstand beide Weltkriege und blieb bis 1952 im Dienst.

## Geschichte
Im April 1912 wurde die britische Reederei Union-Castle Line von dem Geschäftsmann und Politiker Owen Philipps, 1. Baron Kylsant (1853–1937) gekauft und in das Royal Mail-Imperium integriert. Mit Philipps als neuem Vorsitzenden der Union-Castle Line wurde ein neuer, auf zehn Jahre festgelegter Postvertrag geschlossen und zwei neue Schiffe bestellt, die im Royal East African Service von London nach Ostafrika via den Sueskanal eingesetzt werden sollten. Damit sollte Adolph Woermanns Deutscher Ost-Afrika Linie Konkurrenz gemacht werden. Philipps war Waliser und bestand darauf, dass beide Schiffe nach walisischen Burgruinen benannt wurden. Es wurden Llandovery Castle in Llandovery (walisisch Llanymddyfri) und Llansteffan Castle bei Llansteffan (walisisch Llanstephan) in Carmarthenshire als Namensträger ausgewählt.
Das erste Schiff, die Llanstephan Castle (11.348 BRT), wurde bei der Werft Fairfield Shipbuilding and Engineering Co. in Govan gebaut und lief am 29. August 1913 vom Stapel. Das identische Schwesterschiff, die Llandovery Castle (I) (11.423 BRT), wurde auf der Werft Barclay, Curle and Company im Glasgower Stadtteil Whiteinch gebaut und lief am 3. September 1913 vom Stapel. Im Februar 1914 wurde die Llanstephan Castle fertiggestellt.
Das 152,55 Meter lange und 19,29 Meter lange Schiff hatte einen Schornstein, zwei Masten, zwei Propeller und konnte eine Höchstgeschwindigkeit von 14 Knoten (25,9 km/h) erreichen. Die Passagierunterkünfte waren für 213 Reisende der Ersten, 116 der Zweiten und 100 der Dritten Klasse ausgelegt; die Besatzung bestand aus 250 Personen. Direkt nach ihrer Fertigstellung lief die Llanstephan Castle zu ihrer Jungfernfahrt von London nach Ost- und Südafrika aus. Als sie auf ihrer zweiten Fahrt in Sansibar einlief und Berichte erhielt, dass sich der deutsche Kreuzer Königsberg in der Nähe aufhielt, kehrte sie auf direktem Weg nach Durban zurück und wurde anschließend in den Passagier- und Postservice von England über die südafrikanische Westküste nach Südafrika umgesetzt.
Diesen Dienst versah das Schiff bis 1917, als es im Rahmen des Liner Acquisition Theme (Dampferanschaffungsprogramm) als Truppentransporter im Nordatlantik eingesetzt wurde. Nach Kriegsende wurde die Llanstephan Castle wieder in den Südafrika-Service eingebunden, bis sie 1920 ausschließlich für den Ostafrika-Service Verwendung fand. 1922 wurde der Dampfer in den neuen Afrika-Rundservice (Round-Africa) integriert und hielt auf dieser Strecke in den Häfen von Neapel, Genua, Sues, Aden, Mombasa, Tanga, Daressalam, Beira, Lourenço Marques, Durban, East London und Kapstadt, bevor er über Westafrika die Rückreise antrat.
1938 wurde von Kohleverbrennung auf Öl umgestellt. Die Llanstephan Castle blieb auch nach Ausbruch des Zweiten Weltkriegs im Dienst. Im August 1940 brachte sie für das Children’s Overseas Reception Board (CORB) 300 Kinder von Liverpool nach Kapstadt und im August 1941 lief sie als Führungsschiff des Geleitzuges Dervish, des ersten alliierten Nordmeergeleits, mit Rüstungsgütern für die Sowjetunion nach Archangelsk aus und kehrte mit 200 polnischen Fliegern zurück. Anschließend wurde das Schiff in den Fernen Osten entsandt, um als Truppentransporter im Burmafeldzug eingesetzt zu werden. 1944 wurde es in die Royal Indian Navy integriert und 1945 wurde es den Angriffsschiffen (Landing Ship Infantry) der Landing Craft Assault (LCA) zugeteilt.
1947 wurde die Llanstephan Castle überholt und mit einer Passagierkapazität von 231 Fahrgästen der Ersten und 198 der Touristenklasse erneut in den Afrika-Service geschickt. Nachdem die Union-Castle Line neuere, moderne Schiffe wie die Bloemfontein Castle (18.400 BRT, 1950) oder die Kenya Castle (19.904 BRT, 1952) in Dienst gestellt hatte, wurde die Llanstephan Castle 1952 aus dem Verkehr gezogen. Sie wurde zum Abbruch an die British Iron and Steel Corporation verkauft und traf am 1. März 1952 in Newport (Wales) ein, wo sie abgewrackt wurde.